# Портал, Магда
Магда Портал (исп. Magda Portal; 27 мая 1900, Лима — 11 июля 1989, Лима) — перуанская поэтесса, прозаик, политик, феминистка.

## Биография
Полное имя — Мария Магдалена Хулия дель Портал Морено (исп. María Magdalena Julia del Portal Moreno). Обучалась в Университете Сан-Маркос. Слушала лекции по политологии и философии.
Начала свою литературную карьеру, как поэт и журналист в начале 1920-х годов. В 1923 году была отмечена на престижном конкурсе поэзии Juegos Florales (Цветочные игры), однако узнав, что президент Перу Аугусто Легия будет вручать ей награду, отказалась от неё.
Побывала в Боливии и после возвращения в Перу, стала активным участником политических процессов в стране.
В конце 1920-х годов её роль в свержении режима Аугусто Легия сделала М. Портал одним из видных деятелей нелегальных левых организаций. Совершила поездку сначала на Кубу, а затем в Мексику, где познакомилась с А. Р. Айя де ла Торре, основателем перуанской политической организации «Американский народно-революционный альянс» (APRA). Стала активным членом, а затем и одним из лидеров APRA (1931). В этот период времени М. Портал уделяла больше внимания политике, чем поэзии, и стала убеждённым антиимпериалистом. Путешествовала по всей Латинской Америке, пропагандируя свои антиимпериалистические идеалы и идеологию апризма.
В 1930 году отправилась в Чили, где была арестована, заключена в тюрьму и помещена в одиночную камеру. В том же году вернулась на родину, где была назначена организатором женских групп APRA в Перу, членом национального исполкома партии. В результате преследований М. Портал и другие члены APRA ушли в подполье и продолжали нелегальную работу.
В 1933 году была назначена Национальным секретарём по делам женщин, но была арестована и заключена в тюрьму. Вышла на свободу в 1936 году и эмигрировала в Боливию, затем в Аргентину и Чили.
В 1945 году М. Портал вернулась в Перу. В 1949 году, из-за расхождений с товарищами по партии, публично вышла из APRA, однако продолжала в течение 1970-х годов активную политическую деятельность по защите прав женщин.

## Творчество
М. Портал — видный представитель авангардизма в поэзии Перу. Автор ряда стихов, книг, статей в газетах и журналах Южной Америки, многие из которых направлены на защиту прав женщин.
В 1980 году М. Портал была избрана президентом Asociación Nacional de Escritores y Artistas (Национальной ассоциации писателей и художников). До сих пор известна в Латинской Америке, как один из литературных лидеров.

## Избранные публикации
- El nuevo poema y su orientación hacia una estética económica (1928)
- América Latina frente al Imperialismo (1929, 1931 y 1950)
- Frente al momento actual (1931)
- Defensa de la revolución mexicana (1931)
- Hacia la mujer nueva (1933)
- Flora Tristán, la precursora (1944; corregida y aumentada en 1983)
- El partido aprista frente al momento actual. Quiénes traicionan al pueblo (1950)